# Équipe de Slovaquie de football au Championnat d'Europe 2020
Cet article relate le parcours de l’équipe de Slovaquie de football lors du Championnat d'Europe 2020 organisé dans 11 grandes villes d'Europe du 11 juin au 11 juillet 2021.

## Qualifications

### Éliminatoires
| Rang | Équipe         | Pts | J | G | N | P | Bp | Bc | Diff |  | Résultats (▼ dom., ► ext.) |     |     |     |     |     |
| ---- | -------------- | --- | - | - | - | - | -- | -- | ---- |  | -------------------------- | --- | --- | --- | --- | --- |
| 1    | Croatie        | 17  | 8 | 5 | 2 | 1 | 17 | 7  | +10  |  | Croatie                    |     | 2-1 | 3-1 | 3-0 | 2-1 |
| 2    | Pays de Galles | 14  | 8 | 4 | 2 | 2 | 10 | 6  | +4   |  | Pays de Galles             | 1-1 |     | 1-0 | 2-0 | 2-1 |
| 3    | Slovaquie (B)  | 13  | 8 | 4 | 1 | 3 | 13 | 11 | +2   |  | Slovaquie (B)              | 0-4 | 1-1 |     | 2-0 | 2-0 |
| 4    | Hongrie (B)    | 12  | 8 | 4 | 0 | 4 | 8  | 11 | -3   |  | Hongrie (B)                | 2-1 | 1-0 | 1-2 |     | 1-0 |
| 5    | Azerbaïdjan    | 1   | 8 | 0 | 1 | 7 | 5  | 18 | -13  |  | Azerbaïdjan                | 1-1 | 0-2 | 1-5 | 1-3 |     |

- Sélection directement qualifiée pour l'Euro 2020

### Barrages

#### Tableau de la Voie de la Ligue B de la Ligue des nations 2018-2019
|  | Demi-finales         | Demi-finales   |                 |         | Finale           | Finale           |
|  | Demi-finales         | Demi-finales   |                 |         | Finale           | Finale           |
|  |                      |                |                 |         |                  |                  |
|  | 8 octobre 2020       | 8 octobre 2020 |                 |         | 12 novembre 2020 | 12 novembre 2020 |
|  | 8 octobre 2020       | 8 octobre 2020 |                 |         | 12 novembre 2020 | 12 novembre 2020 |
|  | Bosnie-Herzégovine   | 1ap (3)        |                 |         | 12 novembre 2020 | 12 novembre 2020 |
|  | Bosnie-Herzégovine   | 1ap (3)        |                 |         | 12 novembre 2020 | 12 novembre 2020 |
|  | Irlande du Nord      | 1 tab(4)       |                 |         | 12 novembre 2020 | 12 novembre 2020 |
|  | Irlande du Nord      | 1 tab(4)       | Irlande du Nord | 1       |                  |                  |
|  | 8 octobre 2020       |                | Irlande du Nord | 1       |                  |                  |
|  |                      | Slovaquie      | 2 ap            |         |                  |                  |
|  | Slovaquie            | Slovaquie      | 2 ap            | 0ap (4) |                  |                  |
|  | Slovaquie            |                |                 | 0ap (4) |                  |                  |
|  | République d'Irlande | 0 tab(2)       |                 |         |                  |                  |
|  | République d'Irlande | 0 tab(2)       |                 |         |                  |                  |

#### Détail des matchs
| Demi-finale          | Slovaquie                              | 0 - 0 a. p.       | République d'Irlande                 | Tehelné pole, Bratislava                                                                 |                                                                                          |
| 8 octobre 2020 20h45 |                                        |                   |                                      | Spectateurs : 0 (huis clos) Arbitrage : Clément Turpin Arbitre vidéo : François Letexier | Spectateurs : 0 (huis clos) Arbitrage : Clément Turpin Arbitre vidéo : François Letexier |
| 8 octobre 2020 20h45 | rapport                                |                   |                                      | Spectateurs : 0 (huis clos) Arbitrage : Clément Turpin Arbitre vidéo : François Letexier | Spectateurs : 0 (huis clos) Arbitrage : Clément Turpin Arbitre vidéo : François Letexier |
| 8 octobre 2020 20h45 | Hamšík · Hrošovský · Haraslín · Greguš | Tirs au but 4 - 2 | Hourihane · Brady · Browne · Doherty | Spectateurs : 0 (huis clos) Arbitrage : Clément Turpin Arbitre vidéo : François Letexier | Spectateurs : 0 (huis clos) Arbitrage : Clément Turpin Arbitre vidéo : François Letexier |

| Finale                 | Irlande du Nord    | 1 - 2 ap | Slovaquie              | Windsor Park, Belfast                                                       |                                                                             |
| 12 novembre 2020 20h45 | Škriniar 87e (csc) | (0 - 1)  | 17e Kucka · 110e Ďuriš | Spectateurs : 1 000 Arbitrage : Felix Brych Arbitre vidéo : Bastian Dankert | Spectateurs : 1 000 Arbitrage : Felix Brych Arbitre vidéo : Bastian Dankert |
| 12 novembre 2020 20h45 | Rapport            |          |                        | Spectateurs : 1 000 Arbitrage : Felix Brych Arbitre vidéo : Bastian Dankert | Spectateurs : 1 000 Arbitrage : Felix Brych Arbitre vidéo : Bastian Dankert |

## Phase finale

### Effectif
NB : Les âges et les sélections sont calculés au début de l'Euro 2020, le 11 juin 2021.

### Premier tour
| v · m | Équipe    | Pts | J | G | N | P | Bp | Bc | Diff |
| ----- | --------- | --- | - | - | - | - | -- | -- | ---- |
| 1     | Suède     | 7   | 3 | 2 | 1 | 0 | 4  | 2  | +2   |
| 2     | Espagne   | 5   | 3 | 1 | 2 | 0 | 6  | 1  | +5   |
| 3     | Slovaquie | 3   | 3 | 1 | 0 | 2 | 2  | 7  | -5   |
| 4     | Pologne   | 1   | 3 | 0 | 1 | 2 | 4  | 6  | -2   |

#### Pologne - Slovaquie
| Match 9                    | Pologne              | 1 - 2   | Slovaquie                                          | Stade Krestovski, Saint-Pétersbourg                                            |                                                                                |
| 14 juin 2021 18h00 (19h00) | ( Rybus) Linetty 46e | (0 - 1) | 18e (csc) Szczęsny (Mak ) · 69e Škriniar (Hamšík ) | Spectateurs : 12 862 Arbitrage : Ovidiu Haţegan Arbitre vidéo : Marco Di Bello | Spectateurs : 12 862 Arbitrage : Ovidiu Haţegan Arbitre vidéo : Marco Di Bello |
| 14 juin 2021 18h00 (19h00) | Rapport              |         |                                                    | Spectateurs : 12 862 Arbitrage : Ovidiu Haţegan Arbitre vidéo : Marco Di Bello | Spectateurs : 12 862 Arbitrage : Ovidiu Haţegan Arbitre vidéo : Marco Di Bello |

| Pologne | Slovaquie |

| POLOGNE :       |    |                       |          |     |
|                 |    |                       |          |     |
| Gardien de but  | 1  | Wojciech Szczęsny     |          |     |
|                 | 13 | Maciej Rybus          |          | 74e |
|                 | 5  | Jan Bednarek          |          |     |
|                 | 15 | Kamil Glik            |          |     |
|                 | 18 | Bartosz Bereszyński   |          |     |
|                 | 14 | Mateusz Klich         |          | 85e |
|                 | 10 | Grzegorz Krychowiak   | 22e, 62e |     |
|                 | 8  | Karol Linetty         |          | 74e |
|                 | 20 | Piotr Zieliński       |          | 85e |
|                 | 9  | Robert Lewandowski    |          |     |
|                 | 21 | Kamil Jóźwiak         |          |     |
| Remplaçants :   |    |                       |          |     |
|                 | 19 | Przemysław Frankowski |          | 74e |
|                 | 26 | Tymoteusz Puchacz     |          | 74e |
|                 | 16 | Jakub Moder           |          | 85e |
|                 | 11 | Karol Świderski       |          | 85e |
| Sélectionneur : |    |                       |          |     |
| Paulo Sousa     |    |                       |          |     |

| SLOVAQUIE :     |    |                  |     |       |
|                 |    |                  |     |       |
| Gardien de but  | 1  | Martin Dúbravka  |     |       |
|                 | 15 | Tomáš Hubočan    | 20e |       |
|                 | 14 | Milan Škriniar   |     |       |
|                 | 5  | Ľubomír Šatka    |     |       |
|                 | 2  | Peter Pekarík    |     | 79e   |
|                 | 20 | Róbert Mak       |     | 87e   |
|                 | 25 | Jakub Hromada    |     | 79e   |
|                 | 19 | Juraj Kucka      |     |       |
|                 | 18 | Lukáš Haraslín   |     | 87e   |
|                 | 17 | Marek Hamšík     |     |       |
|                 | 8  | Ondrej Duda      |     | 90+2e |
| Remplaçants :   |    |                  |     |       |
|                 | 13 | Patrik Hrošovský |     | 79e   |
|                 | 24 | Martin Koscelník |     | 79e   |
|                 | 21 | Michal Ďuriš     |     | 87e   |
|                 | 6  | Tomáš Suslov     |     | 87e   |
|                 | 11 | Ján Greguš       |     | 90+2e |
| Sélectionneur : |    |                  |     |       |
| Štefan Tarkovič |    |                  |     |       |

| Assistants : Radu Ghinguleac Sebastian Gheorghe Quatrième arbitre : István Kovács Homme du match : Milan Škriniar |

#### Suède - Slovaquie
| Match 19                   | Suède               | 1 - 0   | Slovaquie | Stade Krestovski, Saint-Pétersbourg                                         |                                                                             |
| 18 juin 2021 15h00 (16h00) | Forsberg 77e (pen.) | (0 - 0) |           | Spectateurs : 11 525 Arbitrage : Daniel Siebert Arbitre vidéo : Marco Fritz | Spectateurs : 11 525 Arbitrage : Daniel Siebert Arbitre vidéo : Marco Fritz |
| 18 juin 2021 15h00 (16h00) | Rapport             |         |           | Spectateurs : 11 525 Arbitrage : Daniel Siebert Arbitre vidéo : Marco Fritz | Spectateurs : 11 525 Arbitrage : Daniel Siebert Arbitre vidéo : Marco Fritz |

| Suède | Slovaquie |

| SUÈDE :         |    |                     |     |       |
|                 |    |                     |     |       |
| Gardien de but  | 1  | Robin Olsen         |     |       |
|                 | 6  | Ludwig Augustinsson |     | 88e   |
|                 | 24 | Marcus Danielson    |     |       |
|                 | 3  | Victor Lindelöf     |     |       |
|                 | 2  | Mikael Lustig       |     |       |
|                 | 10 | Emil Forsberg       |     | 90+3e |
|                 | 8  | Albin Ekdal         |     | 88e   |
|                 | 20 | Kristoffer Olsson   | 23e | 64e   |
|                 | 7  | Sebastian Larsson   |     |       |
|                 | 11 | Alexander Isak      |     |       |
|                 | 9  | Marcus Berg         |     | 64e   |
| Remplaçants :   |    |                     |     |       |
|                 | 17 | Viktor Claesson     |     | 64e   |
|                 | 22 | Robin Quaison       |     | 64e   |
|                 | 13 | Gustav Svensson     |     | 88e   |
|                 | 5  | Pierre Bengtsson    |     | 88e   |
|                 | 16 | Emil Krafth         |     | 90+3e |
| Sélectionneur : |    |                     |     |       |
| Janne Andersson |    |                     |     |       |

| SLOVAQUIE :     |    |                  |     |     |
|                 |    |                  |     |     |
| Gardien de but  | 1  | Martin Dúbravka  | 76e |     |
|                 | 15 | Tomáš Hubočan    |     | 84e |
|                 | 14 | Milan Škriniar   |     |     |
|                 | 5  | Ľubomír Šatka    |     |     |
|                 | 2  | Peter Pekarík    |     | 69e |
|                 | 13 | Patrik Hrošovský |     | 84e |
|                 | 19 | Juraj Kucka      |     |     |
|                 | 20 | Róbert Mak       |     | 77e |
|                 | 17 | Marek Hamšík     |     | 77e |
|                 | 24 | Martin Koscelník |     |     |
|                 | 8  | Ondrej Duda      | 80e |     |
| Remplaçants :   |    |                  |     |     |
|                 | 18 | Lukáš Haraslín   |     | 69e |
|                 | 7  | Vladimír Weiss   | 87e | 69e |
|                 | 11 | László Bénes     |     | 75e |
|                 | 21 | Michal Ďuriš     |     | 84e |
|                 | 16 | Dávid Hancko     |     | 84e |
| Sélectionneur : |    |                  |     |     |
| Štefan Tarkovič |    |                  |     |     |

| Assistants : Jan Seidel Rafael Foltyn Quatrième arbitre : Georgi Kabakov Homme du match : Alexander Isak |

#### Slovaquie - Espagne
| Match 34           | Slovaquie | 0 - 5   | Espagne | Stade La Cartuja, Séville                                                          |                                                                                    |
| 23 juin 2021 18h00 |           | (0 - 2) | 30e (csc) Dúbravka (Sarabia ) · 45+3e Laporte (Moreno ) · 56e Sarabia (Alba ) · 67e F. Torres (Sarabia ) · 71e (csc) Kucka (P. Torres ) | Spectateurs : 11 204 Arbitrage : Björn Kuipers Arbitre vidéo : Pol van Boekel (en) | Spectateurs : 11 204 Arbitrage : Björn Kuipers Arbitre vidéo : Pol van Boekel (en) |
| 23 juin 2021 18h00 | Rapport   |         | | Spectateurs : 11 204 Arbitrage : Björn Kuipers Arbitre vidéo : Pol van Boekel (en) | Spectateurs : 11 204 Arbitrage : Björn Kuipers Arbitre vidéo : Pol van Boekel (en) |

| Slovaquie | Espagne |

| SLOVAQUIE :     |    |                   |       |     |
|                 |    |                   |       |     |
| Gardien de but  | 1  | Martin Dúbravka   |       |     |
|                 | 15 | Tomáš Hubočan     |       |     |
|                 | 14 | Milan Škriniar    | 90+4e |     |
|                 | 5  | Ľubomír Šatka     |       |     |
|                 | 2  | Peter Pekarík     |       |     |
|                 | 20 | Róbert Mak        |       | 69e |
|                 | 25 | Jakub Hromada     |       | 46e |
|                 | 19 | Juraj Kucka       |       |     |
|                 | 18 | Lukas Haraslin    |       | 69e |
|                 | 17 | Marek Hamšík      |       | 90e |
|                 | 8  | Ondrej Duda       | 12e   | 46e |
| Remplaçants :   |    |                   |       |     |
|                 | 22 | Stanislav Lobotka |       | 46e |
|                 | 21 | Michal Ďuriš      |       | 46e |
|                 | 7  | Vladimír Weiss    |       | 69e |
|                 | 10 | Tomáš Suslov      |       | 69e |
|                 | 11 | László Bénes      |       | 90e |
| Sélectionneur : |    |                   |       |     |
| Štefan Tarkovič |    |                   |       |     |

| ESPAGNE :       |    |                   |     |     |
|                 |    |                   |     |     |
| Gardien de but  | 23 | Unai Simón        |     |     |
|                 | 18 | Jordi Alba        | 60e |     |
|                 | 24 | Aymeric Laporte   |     |     |
|                 | 12 | Eric García       |     | 71e |
|                 | 2  | César Azpilicueta |     | 77e |
|                 | 26 | Pedri             |     |     |
|                 | 5  | Sergio Busquets   | 40e | 71e |
|                 | 8  | Koke              |     |     |
|                 | 9  | Gerard Moreno     |     | 77e |
|                 | 7  | Álvaro Morata     |     | 66e |
|                 | 22 | Pablo Sarabia     |     |     |
| Remplaçants :   |    |                   |     |     |
|                 | 11 | Ferran Torres     |     | 66e |
|                 | 10 | Thiago Alcántara  |     | 71e |
|                 | 4  | Pau Torres        |     | 71e |
|                 | 20 | Adama Traoré      |     | 77e |
|                 | 21 | Mikel Oyarzabal   |     | 77e |
| Sélectionneur : |    |                   |     |     |
| Luis Enrique    |    |                   |     |     |

| Assistants : Sander van Roekel Erwin Zeinstra Quatrième arbitre : Stéphanie Frappart Homme du match : Sergio Busquets |

## Statistiques

### Temps de jeu
| Joueur            |          |          |          | TT       | But inscrit | Passe décisive | MJ       | MT       | Légende |
| ----------------- | -------- | -------- | -------- | -------- | ----------- | -------------- | -------- | -------- | --- |
| Gardiens          | Gardiens | Gardiens | Gardiens | Gardiens | Gardiens    | Gardiens       | Gardiens | Gardiens | Abréviations et symboles : TT : Total de minutes jouées MJ : Nombre de matchs joués MT : Matchs joués en tant que titulaire : but : passe décisive : joueur entré : joueur remplacé : capitaine : carton jaune : carton rouge |
| Martin Dúbravka   | 90       | 90       | 90       | 270      |             |                | 3        | 3        | Abréviations et symboles : TT : Total de minutes jouées MJ : Nombre de matchs joués MT : Matchs joués en tant que titulaire : but : passe décisive : joueur entré : joueur remplacé : capitaine : carton jaune : carton rouge |
| Dušan Kuciak      |          |          |          | 0        |             |                |          |          | Abréviations et symboles : TT : Total de minutes jouées MJ : Nombre de matchs joués MT : Matchs joués en tant que titulaire : but : passe décisive : joueur entré : joueur remplacé : capitaine : carton jaune : carton rouge |
| Marek Rodák       |          |          |          | 0        |             |                |          |          | Abréviations et symboles : TT : Total de minutes jouées MJ : Nombre de matchs joués MT : Matchs joués en tant que titulaire : but : passe décisive : joueur entré : joueur remplacé : capitaine : carton jaune : carton rouge |
| Défenseurs        |          |          |          |          |             |                |          |          | Abréviations et symboles : TT : Total de minutes jouées MJ : Nombre de matchs joués MT : Matchs joués en tant que titulaire : but : passe décisive : joueur entré : joueur remplacé : capitaine : carton jaune : carton rouge |
| Peter Pekarík     | 79       | 69       | 90       | 238      |             |                | 3        | 3        | Abréviations et symboles : TT : Total de minutes jouées MJ : Nombre de matchs joués MT : Matchs joués en tant que titulaire : but : passe décisive : joueur entré : joueur remplacé : capitaine : carton jaune : carton rouge |
| Denis Vavro       |          |          |          | 0        |             |                |          |          | Abréviations et symboles : TT : Total de minutes jouées MJ : Nombre de matchs joués MT : Matchs joués en tant que titulaire : but : passe décisive : joueur entré : joueur remplacé : capitaine : carton jaune : carton rouge |
| Martin Valjent    |          |          |          | 0        |             |                |          |          | Abréviations et symboles : TT : Total de minutes jouées MJ : Nombre de matchs joués MT : Matchs joués en tant que titulaire : but : passe décisive : joueur entré : joueur remplacé : capitaine : carton jaune : carton rouge |
| Ľubomír Šatka     | 90       | 90       | 90       | 270      |             |                | 3        | 32       | Abréviations et symboles : TT : Total de minutes jouées MJ : Nombre de matchs joués MT : Matchs joués en tant que titulaire : but : passe décisive : joueur entré : joueur remplacé : capitaine : carton jaune : carton rouge |
| Milan Škriniar    | 90       | 90       | 90       | 270      | 1           |                | 3        | 3        | Abréviations et symboles : TT : Total de minutes jouées MJ : Nombre de matchs joués MT : Matchs joués en tant que titulaire : but : passe décisive : joueur entré : joueur remplacé : capitaine : carton jaune : carton rouge |
| Tomáš Hubočan     | 90       | 84       | 90       | 264      |             |                | 3        | 3        | Abréviations et symboles : TT : Total de minutes jouées MJ : Nombre de matchs joués MT : Matchs joués en tant que titulaire : but : passe décisive : joueur entré : joueur remplacé : capitaine : carton jaune : carton rouge |
| Dávid Hancko      |          | 6        |          | 6        |             |                | 1        |          | Abréviations et symboles : TT : Total de minutes jouées MJ : Nombre de matchs joués MT : Matchs joués en tant que titulaire : but : passe décisive : joueur entré : joueur remplacé : capitaine : carton jaune : carton rouge |
| Martin Koscelník  | 11       | 90       |          | 101      |             |                | 2        | 1        | Abréviations et symboles : TT : Total de minutes jouées MJ : Nombre de matchs joués MT : Matchs joués en tant que titulaire : but : passe décisive : joueur entré : joueur remplacé : capitaine : carton jaune : carton rouge |
| Milieux           |          |          |          |          |             |                |          |          | Abréviations et symboles : TT : Total de minutes jouées MJ : Nombre de matchs joués MT : Matchs joués en tant que titulaire : but : passe décisive : joueur entré : joueur remplacé : capitaine : carton jaune : carton rouge |
| Ján Greguš        | 1        |          |          | 1        |             |                | 1        |          | Abréviations et symboles : TT : Total de minutes jouées MJ : Nombre de matchs joués MT : Matchs joués en tant que titulaire : but : passe décisive : joueur entré : joueur remplacé : capitaine : carton jaune : carton rouge |
| Vladimír Weiss    |          | 21       | 21       | 42       |             |                | 2        |          | Abréviations et symboles : TT : Total de minutes jouées MJ : Nombre de matchs joués MT : Matchs joués en tant que titulaire : but : passe décisive : joueur entré : joueur remplacé : capitaine : carton jaune : carton rouge |
| Ondrej Duda       | 90+2     | 90       | 46       | 228      |             |                | 3        | 3        | Abréviations et symboles : TT : Total de minutes jouées MJ : Nombre de matchs joués MT : Matchs joués en tant que titulaire : but : passe décisive : joueur entré : joueur remplacé : capitaine : carton jaune : carton rouge |
| Tomáš Suslov      | 3        |          | 21       | 24       |             |                | 2        |          | Abréviations et symboles : TT : Total de minutes jouées MJ : Nombre de matchs joués MT : Matchs joués en tant que titulaire : but : passe décisive : joueur entré : joueur remplacé : capitaine : carton jaune : carton rouge |
| László Bénes      |          | 15       | 1        | 16       |             |                | 2        |          | Abréviations et symboles : TT : Total de minutes jouées MJ : Nombre de matchs joués MT : Matchs joués en tant que titulaire : but : passe décisive : joueur entré : joueur remplacé : capitaine : carton jaune : carton rouge |
| Patrik Hrošovský  | 11       | 84       |          | 95       |             |                | 2        | 1        | Abréviations et symboles : TT : Total de minutes jouées MJ : Nombre de matchs joués MT : Matchs joués en tant que titulaire : but : passe décisive : joueur entré : joueur remplacé : capitaine : carton jaune : carton rouge |
| Marek Hamšík      | 90       | 77       | 90       | 257      |             | 1              | 3        | 3        | Abréviations et symboles : TT : Total de minutes jouées MJ : Nombre de matchs joués MT : Matchs joués en tant que titulaire : but : passe décisive : joueur entré : joueur remplacé : capitaine : carton jaune : carton rouge |
| Lukáš Haraslín    | 87       | 21       | 69       | 177      |             |                | 3        | 2        | Abréviations et symboles : TT : Total de minutes jouées MJ : Nombre de matchs joués MT : Matchs joués en tant que titulaire : but : passe décisive : joueur entré : joueur remplacé : capitaine : carton jaune : carton rouge |
| Juraj Kucka       | 90       | 90       | 90       | 270      |             |                | 3        | 3        | Abréviations et symboles : TT : Total de minutes jouées MJ : Nombre de matchs joués MT : Matchs joués en tant que titulaire : but : passe décisive : joueur entré : joueur remplacé : capitaine : carton jaune : carton rouge |
| Róbert Mak        | 87       | 77       | 69       | 233      |             | 1              | 3        | 3        | Abréviations et symboles : TT : Total de minutes jouées MJ : Nombre de matchs joués MT : Matchs joués en tant que titulaire : but : passe décisive : joueur entré : joueur remplacé : capitaine : carton jaune : carton rouge |
| Stanislav Lobotka |          |          | 44       | 44       |             |                | 1        |          | Abréviations et symboles : TT : Total de minutes jouées MJ : Nombre de matchs joués MT : Matchs joués en tant que titulaire : but : passe décisive : joueur entré : joueur remplacé : capitaine : carton jaune : carton rouge |
| Jakub Hromada     | 79       |          | 46       | 125      |             |                | 2        | 2        | Abréviations et symboles : TT : Total de minutes jouées MJ : Nombre de matchs joués MT : Matchs joués en tant que titulaire : but : passe décisive : joueur entré : joueur remplacé : capitaine : carton jaune : carton rouge |
| Attaquants        |          |          |          |          |             |                |          |          | Abréviations et symboles : TT : Total de minutes jouées MJ : Nombre de matchs joués MT : Matchs joués en tant que titulaire : but : passe décisive : joueur entré : joueur remplacé : capitaine : carton jaune : carton rouge |
| Róbert Boženík    |          |          |          | 0        |             |                |          |          | Abréviations et symboles : TT : Total de minutes jouées MJ : Nombre de matchs joués MT : Matchs joués en tant que titulaire : but : passe décisive : joueur entré : joueur remplacé : capitaine : carton jaune : carton rouge |
| Michal Ďuriš      | 3        | 6        | 44       | 53       |             |                | 3        |          | Abréviations et symboles : TT : Total de minutes jouées MJ : Nombre de matchs joués MT : Matchs joués en tant que titulaire : but : passe décisive : joueur entré : joueur remplacé : capitaine : carton jaune : carton rouge |
| Ivan Schranz      |          |          |          | 0        |             |                |          |          | Abréviations et symboles : TT : Total de minutes jouées MJ : Nombre de matchs joués MT : Matchs joués en tant que titulaire : but : passe décisive : joueur entré : joueur remplacé : capitaine : carton jaune : carton rouge |

| Buts | Joueurs        | Adversaires |
| ---- | -------------- | ----------- |
| 1    | Milan Škriniar | Pologne     |

| Passes | Joueurs      | Adversaires |
| ------ | ------------ | ----------- |
| 1      | Marek Hamšík | Pologne     |
| 1      | Róbert Mak   | Pologne     |